# Eremurus korshinskyi
Eremurus korshinskyi là một loài thực vật có hoa trong họ Thích diệp thụ. Loài này được O.Fedtsch. miêu tả khoa học đầu tiên năm 1904.